# تشارلز إيفانز هيوز
تشارلز إيفانز هيوز الأب (بالإنجليزية: Charles Evans Hughes)‏ سياسي ومحامي أمريكي (11 أبريل 1862-27 أغسطس 1948) وسياسي جمهوري من ولاية نيويورك، ورئيس المحكمة العليا الحادي عشر. وكان أيضا الحاكم السادس والثلاثين لولاية نيويورك، والمرشح الجمهوري للرئاسة في انتخابات عام 1916، ووزير خارجية الولايات المتحدة الرابع والأربعين.
هيوز هو ابن مهاجرين ويلزيين في نيويورك، وأصبح محاميا وأكاديميا بارزا. بعد مشاركته في تحقيق أرمسترونغ، فاز في انتخابات حاكم ولاية نيويورك، وشغل هذا المنصب بين عامي 1907-1910. وقد أصبح معروفا كمصلح تقدمي ومعجبا بالليبرالية الجديدة في بريطانيا، وسن تشريعات مثل قانون مورلاند. وفي عام 1910، عينه الرئيس وليام هوارد تافت قاضيا مشاركا في المحكمة العليا.
عمل هيوز كقاضى معاون حتى عام 1916 عندما استقال من المنصب ليقبل ترشيح الحزب الجمهوري للرئاسة. وفي انتخابات عام 1916، انتصر الرئيس الديمقراطي الحالي وقتها وودرو ويلسون بفارق ضئيل على هيوز، ويرجع ذلك جزئيا إلى فوز ويلسون بدعم العديد من التقدميين. ثم فاز ورن هاردينغ في انتخابات الرئاسة عام 1920، وقبل هيوز عرض هاردينغ للعمل كوزير للخارجية. شغل هيوز المنصب في إدارة الرئيس هاردينغ وخليفته كالفين كوليدج، وتفاوض على معاهدة واشنطن البحرية التي سعت إلى منع سباق التسلح البحري.
غادر هيوز منصبه في عام 1925، وعاد لمزاولة عمله القانوني الخاص، وجادل في عديد القضايا أمام المحكمة العليا. وبعد وفاة رئيس القضاة تافت في عام 1930، قام الرئيس هربرت هوفر بتعيين هيوز لقيادة المحكمة العليا. ظهر هيوز كناخب متقلب في المنصب، وحيث منح موافقته ما بين فريق الفرسان الثلاثة الليبراليين (برانديز وكاردوزو وستون) وفريق الفرسان الأربعة المحافظين (بتلر وماك رينولدز وساذرلاند وفان ديفانتر). ورغم أن محكمة هيوز نقضت العديد من برامج الصفقة الجديدة، إلا أنها أيدت دستورية برامج الصفقة الجديدة تحت إطار شرط الضرائب والإنفاق. استخدم هيوز نفوذه ليساعد في هزيمة مشروع قانون إصلاح الإجراءات القضائية لعام 1937. تقاعد هيوز في عام 1941 وتوفي في عام 1948.

## النشأة وعائلته

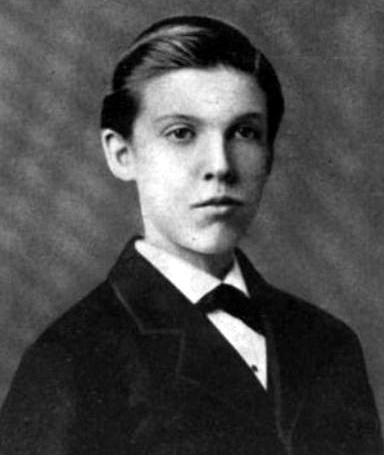
تشارلز إيفانز هيوز بعمر 16

هاجر والده ديفيد تشارلز هيوز من ويلز إلى الولايات المتحدة في عام 1855 بعدما استوحى فكرة الهجرة من السيرة الذاتية لبنجامين فرانكلين. أصبح ديفيد قسًّا من أتباع الكنيسة المعمدانية في مدينة غلينز فولز في نيويورك، وتزوّج ماري كاثرين كونيلي، وهي ابنة إحدى العائلات التي هاجرت إلى الولايات المتحدة منذ أجيال عديدة. كان تشارلز إيفانز هيوز الطفلَ الوحيد لديفيد وماري، ووُلد في غلينز فولز في الحادي عشر من أبريل عام 1862. انتقلت عائلة هيوز إلى أوسويغو بولاية نيويورك في عام 1866، لكنها عاشت لاحقًا في نيوارك بولاية نيوجيرسي، ثم انتقلت أخيرًا إلى بروكلين. لم يتلقَّ هيوز تعليمًا رسميًا حتى عام 1874، باستثناء فترة قصيرة أمضاها في مدرسة نيوارك الثانوية، وحصل على جلّ تعليمه من والديه. سُجّل هيوز في المدرسة العامة 35 في شهر سبتمبر عام 1874، وهي إحدى المدارس المرموقة في مدينة نيويورك، وأنهى دراسته بعد عامٍ على تسجيله.
درس هيوز في جامعة ماديسون (تُعرف اليوم باسم جامعة كولجيت) بعد بلوغه سنّ الـ14، وأمضى فيها سنتين قبل انتقاله إلى جامعة براون. أنهى هيوز دراسته في جامعة براون عندما أصبح عمره 19 عامًا، وحاز على المرتبة الثالثة بين خريجي دفعته، بعد أن قُبل في أخوية فاي بيتا كابا إبان سنته الأولى. كان هيوز عضوًا في أخوية دلتا إبسيلون أيضًا، وعمل في منصب محرر صحيفتها، وهي الأخوية التي كان غارفيلد عضوًا فيها إبان دراسته في كليّة ويليامز. أمضى هيوز سنة يعمل فيها معلّمًا في دلهي بولاية نيويورك بعد إنهاء دراسته في جامعة براون، ثم درس في كلية الحقوق بجامعة كولومبيا، وأنهى دراسته حائزًا على المرتبة الأولى بين زملائه في عام 1884. في نفس العام، اجتاز هيوز اختبار نقابة المحامين في نيويورك حاصلًا على أعلى درجة منحتها الولاية في تاريخها.
تزوّج هيوز أنطوانيت كارتر في عام 1888، وهي ابنة شريكٍ رئيسٍ في مكتب المحاماة الذي عمل لديه. وُلد ابنه الأول في العام التالي، وهو تشارلز إيفانز هيوز الابن، فاشترى هيوز الأب منزلًا في حيّ الجانب الغربي الشمالي لمنهاتن. أنجب هيوز وزوجته ابنًا و3 بنات، الابنة الصغرى هي إليزابيث هيوز، إحدى أوائل البشر الذين جُرّبت عليهم حقنة الإنسولين، وشغلت لاحقًا منصب رئيس الجمعية التاريخية للمحكمة العليا الأمريكية.

## المسيرة القانونية والأكاديمية
عمل هيوز في منصبٍ لدى مكتب تشامبرلين وكارتر وهورنبلور للمحاماة في وول ستريت، وذلك في عام 1883، فركّز حينها على الشؤون المرتبطة بالعقود والإفلاس. أصبح هيوز أحد شركاء مكتب المحاماة في عام 1888، وتغيّر اسم المكتب لاحقًا ليصبح كارتر وهيوز وكرافاث (أصبح اسمه لاحقًا هيوز وهابارد وريد). ترك هيوز المكتب وأصبح بروفيسورًا في كلية الحقوق بجامعة كورنيل منذ عام 1891 وحتى عام 1893، ثم عاد حينها إلى مكتب كارتر وهيوز وكرافاث في عام 1893. التحق هيوز أيضًا بمجلس جامعة براون، وشغل منصبًا في اللجنة الخاصة التي نصحت بإجراء مراجعات لقانون أصول المحاكمات المدنية.
أنشأ الحاكم فرانك دبليو. هيغنز لجنةً تشريعية للتحقيق في قضية المرافق العامة في الولاية عام 1905، ردًا على القصص التي نشرتها صحيفة نيويورك ورلد. عيّنت اللجنة التشريعية هيوز ليترأس التحقيقات الجارية بناءً على توصيات قاضي الولاية السابق، والذي أُعجب بأداء هيوز في قاعة المحكمة. تردد هيوز في قبول القضية ضد شركات المرافق العامة القوية، لكن السيناتور فريدريك سي. ستيفنز -وهو رئيس اللجنة- أقنعه بقبول المنصب. قرّر هيوز تركيز جهود التحقيق على شركة كونسوليديتد غاز، وهي الشركة المهيمنة على إنتاج وبيع الغاز في مدينة نيويورك. لم يتوقّع كثيرون امتلاك اللجنة تأثيرًا فعالًا على الفساد العام، لكن هيوز استطاع إثبات فساد شركة كونسوليديتد غاز وتورطها في أشكالٍ من التهرب الضريبي والاحتيال المحاسبي. حاول هيوز القضاء على هذه الانتهاكات أو الحدّ منها، فأعدّ مسودة قانون وأقنع الولاية بإقراره لتأليف مفوضيٍة تنظّم المرافق العامة وتخفّض أسعار الغاز.
اكتسب هيوز شهرة بعد نجاحه، وأصبح شخصية عامة في نيويورك، وعُيّن مستشارًا قانونيًا في قضية أرمسترونغ للتأمين على الحياة، وهي قضيّة التحقيق في كبرى شركات التأمين على الحياة المتمركزة في نيويورك. كشفت تحريات هيوز عن قطاع التأمين على الحياة تجاوزات مثل دفع رشوة للصحفيين وجماعات الضغط، ودفع أموالٍ وأشكال أخرى من التعويضات للمشرعين والحقوقيّين الذي يعملون في مختلف أنحاء البلاد. أظهر تحقيقه أيضًا وجود تضاربٍ في المصالح بين الكثير من المديرين التنفيذيين في شركات التأمين الكبرى، وتلقّي هؤلاء زيادات في الأجور بالتزامن مع انخفاض الأرباح الموزعة على المساهمين من حملة بوليصات التأمين. حاول البعض إبعاد هيوز عن التحقيق، فزكّاه الزعماء الجمهوريون ليكون مرشح الحزب الجمهوري لمنصب عمدة مدينة نيويورك، لكن هيوز رفض الترشّح. أدت مساعيه في نهاية المطاف إلى استقالة أو طرد عددٍ من المسؤولين الرفيعين في 3 شركات كبرى للتأمين على الحياة. أقنع هيوز، بعد انتهاء التحقيقات، مشرّعي الولاية بمنع شركات التأمين من امتلاك أسهم شركة وأوراق مالية لتغطية الاكتتاب، أو الانخراط في نشاطات مصرفية أخرى.

## حاكم نيويورك
سعى الرئيس ثيودور روزفلت إلى البحث عن مرشح قوي لهزيمة قطب وسائل الإعلام وليام راندولف هارست في انتخابات ولاية نيويورك، وأقنع قادة الحزب الجمهوري في نيويورك بترشيح هيوز لمنصب الحاكم. وصف روزفلت هيوز بـ«الإصلاحي المخلص والمتعقّل، وهو مَن حارب ضد كافة الأشياء السيئة التي ينكرها هارست… لكنه خالٍ تمامًا من صفات الديماغوجية». في حملته الانتخابية لمنصب الحاكم، هاجم هيوز فساد بعض الشركات، لكنه دافع عن شركات أخرى بصفتها جزءًا ضروريًا من الاقتصاد. دعا هيوز أيضًا إلى تطبيق نظام العمل المؤلف من 8 ساعات في مشاريع الأشغال العامة، وأيّد حظر عمالة الأطفال. لم يكن هيوز خطيبًا مؤثرًا، لكنّه قاد حملة شرسة في الولاية، وحاز على مساندة معظم الصحف. في النهاية، تغلّب هيوز على خصمه هارست بفارقٍ ضئيل في الانتخابات بعدما حصل على نسبة 52% من الأصوات.
ركّز عهد هيوز على إصلاح الحكومة ومعالجة الفساد السياسي. أضاف هيوز عددًا من المناصب في قطاع الخدمة المدنية، وقوّى سلطة المفوضيات التنظيمية للمرافق العامة، وتمكّن من سنّ قوانين تقيّد التبرعات السياسية التي تدفعها الشركات، وتطالب المرشّحين السياسيين بتعقّب إيصالات الحملة ونفقاتها. وقّع هيوز على قوانين تحظر على العمال اليافعين من الانخراط في مهنٍ خطيرة، وحدّد عدد ساعات العمل القصوى للعاملين في قطاع التصنيع دون سنّ الـ16 بـ48 ساعة في الأسبوع.

## روابط خارجية
- تشارلز إيفانز هيوز على موقع الموسوعة البريطانية (الإنجليزية)
- تشارلز إيفانز هيوز على موقع إن إن دي بي (الإنجليزية)